# Ploëzal
Ploëzal (bretonisch: Pleuzal) ist eine französische Gemeinde mit 1.227 Einwohnern (Stand 1. Januar 2022) im Département Côtes-d’Armor in der Region Bretagne. Sie gehört zum Arrondissement Guingamp und zum Kanton Bégard. Die Bewohner nennen sich Ploëzalais(es).

## Geografie
Ploëzal liegt rund 18 Kilometer (Luftlinie) nördlich von Guingamp im zentralen Norden der Bretagne. Die östliche Gemeindegrenze bildet der Fluss Trieux. Eine weitere natürliche Grenze im Süden der Gemeinde ist der Bach Ruisseau de l’Étang de Launay.

## Geschichte
Überreste von mehreren Hügelgräbern belegen eine frühe Besiedlung. Im Mittelalter gehörte Ploëzal zum Gebiet der Seigneurs du château fort de La Roche-Jagu. Im Jahr 1294 wurde der Ort unter dem Namen Ploisal erstmals erwähnt. Von 1793 bis 1801 war Ploëzal ein Teil des Distrikts Pontrieux. Ploëzal ist zudem seit 1801 Teil des Arrondissements Guingamp. Am 31. März 1859 wurde ein Teil im Süden der Gemeinde an Pontrieux abgetreten. Von 1973 bis 1986 gehörte die Gemeinde Runan (1968:276 Einwohner;1990:227 Einwohner) zu Ploëzal.

### Bevölkerungsentwicklung
| Jahr                       | 1962 | 1968 | 1975 | 1982 | 1990 | 1999 | 2006 | 2012 | 2019 |
| Einwohner                  | 1576 | 1458 | 1686 | 1526 | 1232 | 1190 | 1199 | 1265 | 1232 |
| Quellen: Cassini und INSEE |      |      |      |      |      |      |      |      |      |

Die zunehmende Mechanisierung der Landwirtschaft und die zahlreichen Toten des Ersten Weltkriegs führten zu einem Absinken der Einwohnerzahlen.

## Sehenswürdigkeiten
- Schloss Château de La Roche-Jagu aus dem 15. Jahrhundert; seit 1930 und 1969 als Monument historique klassifiziert[1]
- Herrenhaus Manoir de Kermarker aus dem 17. Jahrhundert; seit 1927 als Monument historique eingeschrieben[2]
- Herrenhaus Manoir de Kericuff aus dem 17. Jahrhundert
- Herrenhaus Manoir de Launay aus dem 17. Jahrhundert
- Herrenhaus Manoir Belle-Fontaine aus dem 16. Jahrhundert in Trieux
- Kirche Saint-Pierre (erbaut zwischen 1835 und 1858)
- Kapelle Saint-Quay (16./17. Jahrhundert)
- Kapelle Saint-Jean aus dem 17. Jahrhundert
- Kapelle Saint-Pierre et Saint-Paul aus dem Jahr 1734
- die Kreuze in Leslech (16. Jahrhundert), Keriel (16. Jahrhundert), Kerivoallan oder Croaz-an-Scoll (17. Jahrhundert) und Kernévez oder Kernevenez (18. Jahrhundert)
- vier Wassermühlen in Belle-Fontaine, La Roche-Jagu, Lesquilly und Trezean (ehemals Bizien)
- Schleuse in Trieux (erbaut 1900–1903)
- Überreste von Motten in Le Guern, Tossen-Pont-Vouden und Ty-Nod-Don
- Schiffsanlegeplatz von La Roche-Jagu
- Pfarrhaus aus dem 18. Jahrhundert
- Denkmal für die Gefallenen
- Verarbeitungsstätte für Flachs (fosses à lin)

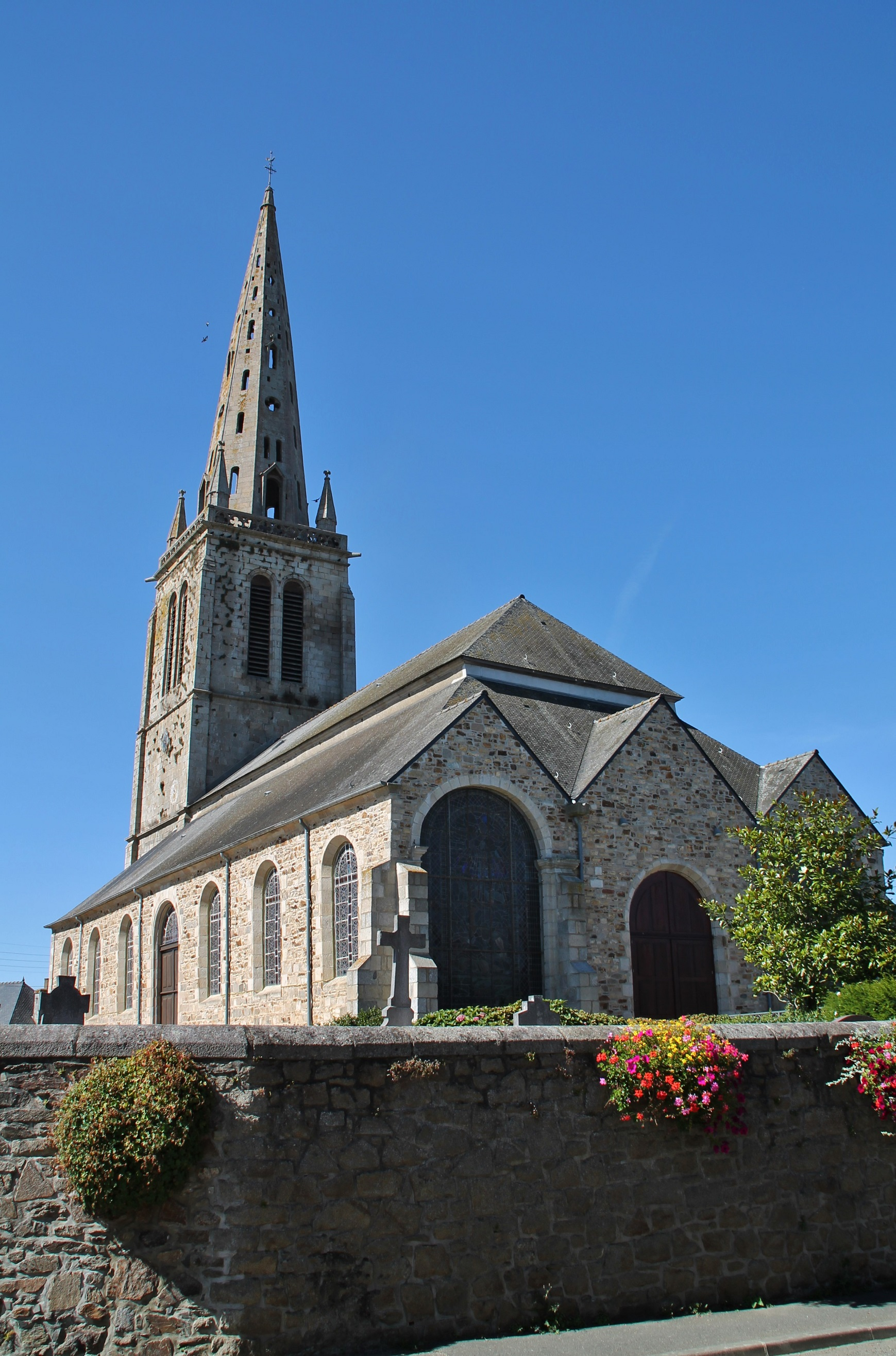
Kirche Saint-Pierre

Quelle: